# Kulina voda
Kulina voda (bulgariska: Кулина вода) är ett distrikt i Bulgarien.   Det ligger i kommunen Obsjtina Belene och regionen Pleven, i den centrala delen av landet, 170 km nordost om huvudstaden Sofia.
Trakten runt Kulina voda består till största delen av jordbruksmark. Runt Kulina voda är det ganska glesbefolkat, med 34 invånare per kvadratkilometer.